# 052D型导弹驱逐舰
052D型导弹驱逐舰（北约代号：Luyang III-class destroyer）是中国人民解放军海军现役的一型导弹驱逐舰，也是迄今中国海军建造数量最多的水面作战舰艇之一。052D型总体承袭了052C型导弹驱逐舰的设计基础，表现了解放军海军“平台通用化、装备模块化”的设计思路。本舰型首次让解放军海军能够共架发射反舰、防空或反潜等多种舰载武器，可单独或协同海军其他兵力攻击敌对舰艇、潜艇和军机，对海、对空、反潜作战能力都较强，也具备一定对地打击能力。其首舰“昆明”号（舷号172）于2014年3月21日正式入列后，该型驱逐舰便开始大量建造并装备。

## 概况
052D型导弹驅逐艦的基本船型和布局与052C型驅逐艦相同，但上層建築傾斜角度比052C型的大，增加其隱身性能。同時，052C型的直升機機庫位於艦身轴线左側，052D型的同一设备则位于在艦艇中軸線上。機庫兩側增設一對小艇收納庫，類似054A型護衛艦上的設計。近防武器系统由位于舰桥之前的1座H/PJ-12型近程防御武器系统与位于机库顶部的24联装红旗-10防空导弹系统组成，组合搭配形成梯次拦截。原本的100mm舰炮被一座高度更高、隐身造型更完善的H/PJ45艦炮取代。
動力方面，开始采用进口自乌克兰曙光-機器設計科研生產聯合體所購入的UGT-25000燃氣輪機，后改用已經全面完成國產化的GT-25000，这也成功摆脱了西方1989年制裁的影响，故大批量生产是在052D时期。
2019年5月13日，加长版052DL被曝光，052DL的舰体与052D基本一致，但直升机甲板加长，为直-20上舰做准备，052DL艦身後部换装新型反隐身雷达（苍蝇拍），第4批次起052DL主桅杆上换装了新型双波段快速反應雷达。

### 作战指挥系统
052D型舰采用“集中指挥、综合组织、三级管理”的作战指挥模式，这种架构形式为双冗余交互式以太网结合点对点分布式和开放式，是国际上先进舰艇采用的作战系统主流体系结构。这种结构具有诸多的优点，如信息共享程度高、信息传输速率快、对系统和设备兼容性好等等。这种开放式作战系统体系结构，具有后续升级的便捷性，如根据需要可将中程防空导弹和对陆攻击巡航导弹与052D型舰上的垂直发射系统进行融合。
052D型导弹驱逐舰装备了ZKJ-5B型C4I作战指挥系统，可实时收集各探测设备数据信号，并进行实时进行数据融合、综合判断，辅助作战决策，下达作战指令，组织武器通道进行作战。该作战指挥系统可使本舰成为体系作战的节点之一，接收上级指挥节点下达的统一作战态势和协同计划，或将本舰测探信息和武器状态上报上级指挥节点，获得以协同编队完成协同打击任务的能力。052D型驱逐舰根据需要，也可通过设置其编队指挥系统，成为海上联合编队指挥舰。

### 數據鏈及通信系統
052D型驅逐艦配備了最新的全軍綜合數據鏈系統（联合网络作战系统）。該系統在实际效能上相当於美軍的Link 16戰術數據鏈系統。该通用型数据链系统具有多种类型的端机，分别装备于舰艇、各类飞机和陆基等不同类型的平台上，具有高速率、低误码率、强加密、跳频、抗干扰、精度高等特点。而且该数据链系统还具有小型化和模块化的特点，如舰载型大型端机的主设备为一台高度为1.6米的标准机柜。全軍綜合數據鏈系統的總設計師為解放軍總參謀部某研究所所長王建新，開發過程涉及300多個研發機關與8000多名科研人員，并最終獲得了國家科技進步獎。
052D型驱逐舰在517B警戒雷达天线平台上保留了左右两个球形罩卫星通信天线，在驾驶室顶甲板366雷达天线后侧设有战术卫星通信天线，主桅上也设置了多幅数据链天线。052D型舰在通信系统配置上较为完备，通信系统涵盖卫星通信、短波通信、超短波通信、中波通信、甚低频通信、微波通信及密码保密等手段，采用光纤自愈环和分布式的网络结构，具有多种抗干扰通信手方式，通过宽带传输综合控制系统实现通信信息的交换传输和内部及外部通信设备接入的控制管理，完成对岸基指挥所、海上舰艇和飞机之间的通信联络及数据传输。

### 搜索系统

#### 主動式相控阵雷达
052D型导弹驱逐舰首次装备了H/LJG-346A型多功能主動式相位陣列雷达，该型雷达由中国电子科技集团公司第十四研究所研制。H/LJG-346A曾被安装于畢昇號综合試驗艦上以進行相关測試。四面H/LJG-346A安装方式与052C型导弹驱逐舰装备的H/LJG-346相似，分别等高布置于舰桥左前、右前、左后和右后侧。H/LJG-346A雷达摒弃H/LJG-346的圆弧形风罩以及液-風混合冷卻方式，采用了更高效能的全液冷冷却方式以及全平板雷達罩。H/LJG-346A沿用了H/LJG-346的技术体制，改进了后者海杂波抑制能力不足等问题，拥有更大的陣列面积，并对性能进行了提升。

### 武器系统

#### 主炮
052D型导弹驅逐艦上首次装备了H/PJ-45型單管130公厘艦砲，替换052C型装备的H/PJ-87型单管100毫米舰炮。H/PJ-45由中国船舶重工集团公司第七一三研究所研发、内蒙第二机械制造厂制造，拥有发射常规炮弹及炮射导弹的能力，可完成防空、对海和对岸火力支援等任务。与052C型导弹驱逐舰所装备的H/PJ-87相比，H/PJ-45在射程、精度、可靠性及自动化程等方面均有提高。H/PJ-45拥有利用玻璃纖維製造的、具有隱身外型的炮塔。為了減輕重量與簡化結構，H/PJ-45在不影響結構強度的前提下大量使用鋁合金組件并采用單向供彈。该舰炮还在炮口采用了炮口制动器以降低后座力对舰船平台的冲击。H/PJ-45艦炮既可以發射分裝式炮彈，整裝式炮彈，以及多種次口徑炮彈（即炮彈直徑小於炮管直徑的炮彈）與制導炮彈。发射普通弹时最大射程30公里，发射炮射導弹时最大射程超过100公里，在解放军海军装备中尚属首次。

#### 垂直發射装置
052D型导弹驱逐舰装备通用化垂直發射装置，共包含64个导弹通用垂直發射单元。與052C型驅逐艦的垂發系統六联裝轉輪式圓形發射单元相比，新型垂發系統改成了方形發射单元，舰桥之前的前甲板布置32单元，直升机机库之前布置32单元，解决了垂發武器搭载灵活性的问题，且可能具備在一個發射筒內裝填多枚導彈的能力。052D型导弹驱逐舰所方截面隔舱垂發與052C型驅逐艦圆截面隔舱垂發相比可以更高密度布置。此外，新型垂發拥有更高的携弹基数，可完成HHQ-9B、YJ-18A、CJ-10等多型导弹的冷-热共架發射，在遂行不同作战任务时，所携带的弹种及数量的配置更加灵活。具备发射舰载YJ-21高超音速反舰弹道导弹能力，可对水面和陆地目标实施打击。
根據中國官方媒體報導，052D型驅逐艦上的垂發系統依照GJB5860-2006標準（GJB：國家軍用標準）研發製造，意味著其具備發射多種不同型號導彈的能力。通用化垂直發射装置实现了包括防空、反舰、反潜和对陆攻击等多种导弹（含反潛导彈）的垂直發射系統，其每一单元可装备1-4枚导弹。同時，新式垂發系統“（每個發射模塊的）發射架體一般有8個隔艙，一個隔艙可裝1~4枚筒彈。”每個發射模塊由一個發控單元控制，發控單元的要求為“能同時控制4發不同類型導彈的發射……（而且）應具備快速自檢、機內測試功能。052D型导弹驱逐舰实现反舰导弹等垂直共架后，在任何航向均具备發射条件，使使用灵活性增加、發射时间缩短，还能减少舰面设施及雷达波散射面积、增大舰面可利用空间和简洁程度并提高隐身性能。

#### 近程防御武器系统
舰桥前方一座H/PJ-12型7管30mm舰炮（从第二批次131号“太原”舰开始更换为H/PJ-11型11管30毫米舰炮），机库上方一座中国在2010年代新推出的HQ-10短程防空导弹发射器，使用24联装构型。
註:119号“贵阳”舰、155号“南京”舰、120号“成都”舰並未更換H/PJ-11型11管30毫米舰炮，依然沿用H/PJ-12型7管30mm舰炮

## 服役活动

### 2014-2021年
2018年4月23日，在海军南海阅舰式上，172、173、174、175和154五艘052D型驱逐舰参与检阅，分属三大梯队中，其中：173担任检阅旗舰、172担任检阅护卫舰，174和175属于远海作战梯队，154属于航母打击梯队。
2019年10月10日上午，解放軍海軍太原号导弹驱逐舰抵达日本横须贺港，参加计划10月14日在日本东京相模湾海域举行的国际舰队阅舰式。超强台风海贝思12日登陆日本后，国际舰队阅舰式取消。太原舰16日返航途中，东京湾以南海域与日本海上自卫队五月雨号驱逐舰進行了海上联合训练。
2021年11月13日，解放军海军122号“唐山”舰与579号“邯郸”舰通过对马海峡进入日本海。

### 2022年
2022年5月1日，解放军海军“辽宁”舰编队进入西太平洋进行实战演练，编队包括117号“西宁”舰，118号“乌鲁木齐”舰以及120号“成都”舰。
2022年6月13日，解放军海军120号“成都”舰随055型102号“拉萨”舰通过对马海峡进入日本海。
2022年6月21日，解放军海军4舰编队穿越宫古海峡，编队包括2艘052D型131号“太原”舰、156号“淄博”舰以及2艘054A型529号“舟山”舰、599号“安阳”舰。
2022年7月30日至7月31日，解放军海军155号“南京”舰与599号“安阳”舰分別穿越宫古海峡与钓鱼岛海域进入西太平洋。
2022年8月31日，解放军海军156号“淄博”舰穿越宫古海峡进入西太平洋。
2022年9月23日，解放军海军123号“淮南”舰与598号“日照”舰、903号“可可西里湖”舰穿越宫古海峡前出西太平洋。
2022年10月10日，解放军海军131号“太原”舰穿越宫古海峡进入西太平洋。
2022年12月3日，解放军海军155号“南京”舰与599号“安阳”舰穿越宫古海峡进入西太平洋。
2022年12月13日，解放军海军124号“开封”舰随055型102号“拉萨”舰、903型889号“太湖”舰穿越大隅海峡前出西太平洋。
2022年12月，175号“银川”舰出现在（南太平洋）法属波利尼西亚专属经济区、法属新喀里多尼亚群岛附近。

### 2023年
2023年2月9日，解放军海军“南宁”舰应巴基斯坦海军邀请，抵达巴基斯坦卡拉奇港，参加和平-23多国海上联合军事演习。
2023年2月17日至25日，应阿联酋军方邀请，解放军海军“南宁”舰赴阿联酋参加阿布扎比国际海事防务展。
2023年3月2日，解放军海军31号“海南”舰完成了服役以來的首次远航，出現在西太平洋海域。此次远航以“海南”舰為核心，包含161号“呼和浩特”舰及另外两艘军舰，先後在南海及西太平洋海域完成遠航訓練，歷時30天，航程9000海里。
2023年4月5日，解放軍海軍山东舰编队经巴士海峡进入西太平洋进行实战演练，编队包括163号“焦作”舰以及173号“长沙”舰。
2023年4月8日，解放軍海軍131号“太原”舰越過台湾海峡中線，欲進入台灣24浬限制水域，遭國軍海軍迪化艦和海巡10079艇喊话。
2023年4月29日，解放军海军156号“淄博”舰、532号“荊州”舰及886号“千岛湖”舰经宫古海陕前出西太平洋。
2023年4月30日，解放军海军119号“贵阳”舰与121号“齐齐哈尔”舰随055型102号“拉萨”舰等3舰组成编队，通过对马海峡进入日本海。
2023年5月16日，解放军海军165号“湛江”舰赴马来西亚参加第十六届兰卡威国际海事和航空展。
2023年6月3日，解放军海军132号“苏州”舰在台湾海峡以高速横切方式拦截美军DDG-93钟云号驱逐舰。当时双方距离不到150码，险些相撞。
2023年6月5日，应印度尼西亚海军邀请，解放军海军165号“湛江”舰、536号“许昌”舰赴印度尼西亚参加科莫多-2023多国海上联合演习。
2023年6月6日，解放军海军154号“廈门”舰与578号“扬州”舰经宫古海陕前出西太平洋。
2023年6月17日，解放军海军156号“淄博”舰与904号“高邮湖”舰经宫古海陕前出西太平洋。
2023年6月6日，解放军海军124号“开封”舰与538号“烟台”舰经大隅海陕前出西太平洋。
2023年6月29日，解放军海军32号“广西”舰率领3舰组成编队前出琉球群岛进入西太平洋，编队包括133号“包头”舰、599号“安阳”舰及890“巢湖”舰。
2023年7月16日，解放军海军119号“贵阳”舰、121号“齐齐哈尔”舰、542号“枣庄”舰、598号“日照”舰以及889号“太湖”舰编为北部·联合-2023演习的中方海上编队经日本海北上，编队指挥舰为121号“齐齐哈尔”舰。
2023年7月18日，解放军海军154号“廈门”舰与578号“扬州”舰经宫古海陕前出西太平洋。
2023年7月28日至29日，解放军海军119号“贵阳”舰、121号“齐齐哈尔”舰、542号“枣庄”舰、598号“日照”舰以及889号“太湖”舰和俄罗斯海军548号潘捷列耶大海军上将号、564号特里巴斯海军上将号、337号轰鸣号、339号俄罗斯英雄阿尔达尔．齐登扎波夫号以及一艘油水舰帕申院士号一共10艘舰艇穿过宗谷海峡，驶入鄂霍次克海。
2023年8月19日，美军DDG-114拉夫·约翰逊舰在中国南海海域危险穿插正常训练的中国海军舰艇编队队，高速穿过解放军海军164号“桂林”舰的前方，或有意报此前132号“苏州”舰拦截美国海军DDG-93钟云号驱逐舰之仇。
2023年9月11日，解放军海军8舰编队前出宫古海峡进入西太平洋，编队包括133号“包头”舰、134号“绍兴”舰、154号“廈门”舰、151号“郑州”舰、137号“福州”舰以及139号“宁波”舰。
2023年9月13日，解放军海军山东舰编队经巴士海峡前出西太平洋，编队包括164号“桂林”舰以及173号“长沙”舰。
2023年9月14日，解放军海军118号“乌鲁木齐”舰、547号“临沂”舰及902号“东平湖”舰穿越宫古海峡进入西太平洋。
2023年10月30日，解放军海军122号“唐山”舰及550号“潍坊”舰前出宫古海峡进入西太平洋。
2023年10月29日，解放军海军山东舰编队规模已达10艘有余，包括2艘055型105号“大连”舰、106号“延安”舰，3艘052D型132号“苏州”舰、164号“桂林”舰、173号“长沙”舰、3艘054A型529号“舟山”舰、536号“许昌”舰、570号“黃山”舰及1艘901型905号“查干湖”舰。

### 2024年
2024年1月14日，解放军海军121号“齐齐哈尔”舰于台湾东部外海进行军演，遭國軍海軍康定級康定艦监视。期间“齐齐哈尔”舰开足马力，两度高速回转将康定舰甩开30多海里。
2024年3月31日，解放军海军123号“淮南”舰、576号“大庆”舰及903号“可可西里湖”舰穿越对马海域。
2024年4月22日，解放军海军157号“丽水”舰在“台海中线”巡航，与國軍海軍成功級張騫艦对峙。
2024年4月24日，解放军海军2艘052D型133号“包头”舰及134号“绍兴”舰经钓鱼岛海域进入西太平洋。
2024年5月2日，解放军海军105号“大连”舰、174“合肥”舰等4舰编队通过锡布图水道。
2024年6月30日，应汤加海军邀请，解放军海军156号“淄博”舰及904“高邮湖”舰抵达汤加以参加该国海军成立50周年庆祝活动。
2024年6月30日至2024年7月1日，解放军海军124号“开封”舰及538号“烟台”舰前出津轻海峡进入太平洋。
2024年7月9日至2024年7月16日，解放军海军“山东”舰编队持续在台岛以东的西太平洋海域活动。编队规模包括2艘055型106号“延安”舰、108号“咸阳”舰，2艘052D型164号“桂林”舰、165号“湛江”舰、1艘054A型571号“运城”舰及1艘901型905号“查干湖”舰。7天里，“山东”舰进行了380架次舰载机起降，平均每天舰载机起降54架次。
2024年7月24日至2024年8月6日，解放军海军由1艘052D型174号“合肥”舰、2艘071型985号“祁连山”舰、987号“五指山”舰组成的编队到访坦桑尼亚达累斯萨拉姆港参与与坦桑尼亚、莫桑比克军队举行“和平团结-2024”联合演习。结束演练后，该编队在返回中国途中于2024年8月26日抵达斯里兰卡的科伦波港作为期3日的技术停靠。
2024年8月2日，解放军海军2艘052D型155号“南京”舰及157号“丽水”舰经钓鱼岛海域前出西太平洋。
至2024年9月8日，解放军海军4舰编队穿过对马海峡进入日本海，编队包括104号“无锡”舰，117号“西宁”舰，547号“临沂”舰以及903A型889号“太湖”舰。
2024年9月17日至2024年9月18日，解放军海军“辽宁”舰编队穿过与那国岛海峡进入西太平洋，编队包括2艘052D型120号“成都”舰以及123号“淮南”舰。
2024年9月18日，继海军“辽宁”舰编队后，解放军海军3舰编队再次穿过与那国岛海峡进入西太平洋，编队包括103号“鞍山”舰、118号“乌鲁木齐”舰以及901型901号“呼伦湖”舰。
2024年10月9日，解放军海军134号“绍兴”舰与530号“徐州”舰经钓鱼岛海域前出西太平洋。
2024年10月21日，解放军海军“辽宁”舰与“山东”舰及两舰所辖驱护舰只首聚中国南海並组成编队，编队规模包括3艘055型103号“鞍山”舰、106号“延安”舰、107号“遵义”舰，5艘052D型118号“乌鲁木齐”舰、120号“成都”舰、123号“淮南”舰、165号“湛江”舰（另有1艘舷号、舰名未知），1艘054A型（舷号、舰名未知）以及2艘901型901号“呼伦湖”舰、905号“查干湖”舰。
2024年11月1日，解放军海军124号“开封”舰与531号“湘潭”舰穿越宫古海峡进入西太平洋。
2024年11月4日，解放军海军“山东”舰编队进入西太平洋，编队包括1艘055型106号“延安”舰以及052D型165号“湛江”舰。
2024年12月4日，解放军海军2艘052D型154号“厦门”舰、155号“南京”舰及1艘054A型577号“黃冈”舰穿越宫古海峡进入西太平洋。
2024年12月5日，解放军海军2艘052D型132号“苏州”舰、134号“绍兴”舰及1艘054A型529号“舟山”舰穿越大隅海峡进入西太平洋。
2024年12月7日，解放军海军135号“达州”舰与530号“徐州”舰穿越宫古海峡进入西太平洋。

### 2025年
2025年1月2日，解放军海军134号“绍兴”舰与136号“杭州”舰穿越宫古海峡进入西太平洋。
2025年1月初，解放军海军9舰编队开赴南海海域进行演练，编队包括2艘055型106号“延安”舰、107号“遵义”舰，2艘052D型173号“长沙”舰、175号“银川”舰，2艘052C型170号“兰州”舰、171号“海口”舰及至少3艘054A型573号“柳州”舰、574号“三亚”舰、575号“岳阳”舰。
2025年1月中，解放军海军4舰编队开赴南海海域进行演练，编队包括161号“呼和浩特”舰、052B型169号“武汉”舰、051B型167号“深圳”舰及054A型569号“玉林”舰。
2025年2月10日至11日，解放军海军33号“安徽”舰领衔的7舰编队穿越宫古海峡进入西太平洋，编队包括2艘052D型134号“绍兴”舰、155号“南京”舰，2艘054A型530号“徐州”舰、577号“黃冈”舰，071型986号“四明山”舰及903型886号“微山湖”舰。
2025年2月12日，解放军海军164号“桂林”舰于台湾东北海域巡航期间进行拖曳声呐的演练。
2025年3月29日至4月3日，解放军海军“山东”舰编队开赴西太平洋海域开展“海峡雷霆2025A”演练，编队包括2艘055型106号“延安”舰、108号“咸阳”舰，2艘052D型165号“湛江”舰、175号“银川”舰、2艘054A型571号“运城”舰、572号“衡水”舰以及1艘901型905号“查干湖”舰。
2025年3月31日，解放军海军123号“淮南”舰与576号“大庆”舰经宫古海峡前出西太平洋，按计划开展演练。
2025年4月初，南部战区海军组织多艘舰艇奔赴南海某海域，开展高强度、实战化全训考核，编队包括2艘055型106号“延安”舰、108号“咸阳”舰，2艘052D型166号“渭南”舰、175号“银川”舰。
2025年4月3日，解放军海军155号“南京”舰及577号“黃冈”舰于东海及西太平洋海域开展例行演练。
2025年4月9日，解放军海军124号“开封”舰穿越对马海峡。
2025年4月11日，解放军海军156号“淄博”舰与515号“滨州”舰经宫古海峡前出西太平洋，按计划开展演练。
2025年5月16日，解放军海军33号“安徽”舰领衔的5舰编队穿越宫古海峡进入西太平洋，编队包括052D型132号“苏州”舰，2艘054A型529号“舟山”舰、530号“徐州”舰及071型980号“龙虎山”舰。
2025年5月25日，解放军海军“辽宁”舰编队于东海海域开展演练，编队包括2艘052D型121号“齐齐哈尔”舰以及122号“唐山”舰及2艘054A型515号“滨州”舰、599号“安阳”舰。
2025年5月25日晚，解放军海军“辽宁”舰编队新增055型101号“南昌”舰及052D型155号“南京”舰。
2025年5月26日晚，解放军海军“辽宁”舰编队新增052D型131号“太原”舰。
2025年5月27日至6月20日，解放军海军“辽宁”舰编队前出西太平洋开展训练，其规模已达10舰，包括2艘055型101号“南昌”舰、104号“无锡”舰，4艘052D型121号“齐齐哈尔”舰、122号“唐山”舰、131号“太原”舰、155号“南京”舰，2艘054A型515号“滨州”舰、599号“安阳”舰及1艘901型901号“呼伦湖”舰，后于6月24日返航。
2025年5月29日，解放军海军158号“宿州”舰与534号“宝鸡”舰经宫古海峡前出西太平洋。
2025年6月7日至6月22日，解放军海军“山东”舰编队前出西太平洋开展训练，编队包括2艘055型106号“延安”舰、107号“遵义”舰，1艘052D型165号“湛江”舰，2艘054A型571号“运城”舰、572号“衡水”舰及1艘901型905号“查干湖”舰。
2025年7月24日，解放军海军118号“乌鲁木齐”舰、134号“绍兴”舰及903型886号“千岛湖”舰穿越对马海峡。

## 事故
2025年8月11日，解放军海军164号“桂林”舰在黃岩島以東約10.5海浬處被正向菲律賓海岸防衛隊船隻進行機動的中國海警3104南域艦（原056型510号宁德舰）撞上艦首左舷，船體受损。根據錄像，事發時該船正在進行高速追逐的操作，“桂林”艦與海警3104號相撞後，仍舊企圖追逐菲方巡邏艦。

## 舰艇开放
2017年7月7日至7月11日，为庆祝香港回归20周年，解放军海军“辽宁”舰、052D型175号“银川”舰，052C型152号“济南”舰，054A型538号“烟台”舰组成海军舰艇编队访问香港。
2023年4月23日，解放军海军124号“开封”舰在青岛港3号码头向观众开放。
2024年4月20日至4月25日，为庆祝海军成立75周年，解放军海军122号“唐山”舰靠泊河北省唐山市曹妃甸区首钢码头，与唐山市开展“英雄唐山．舰城同行”舰艇开放和军地共建活动。
2024年4月20日至4月24日，为庆祝海军成立75周年，解放军海军北海舰队组织舰艇开放，052D型119号“贵阳”舰，051C型116号“石家庄”舰，903A型903号“可可西里湖”舰以及926型846号“洪泽湖”船于山东省青岛市青岛港三号码头靠泊展示。052D型124号“开封”舰以及054A型579号“邯郸”舰于山东省青岛市奥帆中心码头靠泊展示。
2024年10月1日至10月3日，为庆祝中华人民共和国成立75周年，解放军海军北海舰队组织舰艇开放，包括2艘052D型121号“齐齐哈尔”舰、122号“唐山”舰，2艘054A型546号“盐城”舰、579号“邯郸”舰以及903A型903号“可可西里湖”舰。
2024年10月1日至10月3日，为庆祝中华人民共和国成立75周年，解放军海军南海舰队组织舰艇开放，包括165号“湛江”舰、167号“深圳”舰以及071型985号“祁连山”舰。
2025年4月23日至4月27日，为庆祝海军成立76周年，解放军海军北海舰队组织舰艇开放，052D型122号“唐山”舰，054A型598号“日照”舰以及903A型903号“可可西里湖”舰于山东省青岛市青岛港三号码头靠泊展示。052D型120号“成都”舰以及054A型547号“临沂”舰于山东省青岛市奥帆中心码头靠泊展示。
2025年6月25日，解放军海军120号“成都”舰在青岛港对多个国家的国防部长开放。
2025年7月3日至7月7日，为庆祝香港成立28周年，解放军海军“山东”舰、055型106号“延安”舰、052D型165号“湛江”舰，054A型571号“运城”舰组成的海军舰艇编队访问香港。其中165号“湛江”舰挂有写着“热烈庆祝香港特区成立28周年”的红色橫幅。

## 护航活动
2019年8月29日，解放军海军117号“西宁”舰与550号“潍坊”舰、968号“可可西里湖”舰编为第三十三批护航舰队，从山东省青岛市起航，赴亚丁湾海域执行护航任务，任务期为2019年9月15日至2020年1月19日，至2020年3月25日抵达母港。
2019年12月23日，解放军海军175号“银川”舰与571号“运城”舰、887号“微山湖”舰编为第三十四批护航舰队，从海南省三亚市起航，赴亚丁湾海域执行护航任务，任务期为2020年1月17日至2020年5月21日，至2020年6月10日抵达母港，编队总航程83,765里。
2020年4月28日，解放军海军131号“太原”舰与532号“荊州”舰、890号“巢湖”舰编为第三十五批护航舰队，从浙江省舟山市起航，赴亚丁湾海域执行护航任务，任务期为2020年5月19日至2020年9月23日，至2020年10月14日抵达母港，编队总航程10万余海里。
2020年9月3日，解放军海军119号“贵阳”舰与542号“枣庄”舰、960号“东平湖”舰编为第三十六批护航舰队，从山东省青岛市起航，赴亚丁湾海域执行护航任务，任务期为2020年9月23日至2021年1月31日，至2021年3月5日抵达母港，编队总航程11万余海里。
2021年1月16日，解放军海军173号“长沙”舰与569号“玉林”舰、963号“洪湖”舰编为第三十七批护航舰队，从海南省三亚市起航，赴亚丁湾海域执行护航任务，任务期为2021年1月31日至2021年6月7日，至2021年6月29日抵达母港，编队总航程9万余海里。
2021年5月15日，解放军海军155号“南京”舰与578号“扬州”舰、966号“高郵湖”舰编为第三十八批护航舰队，从浙江省舟山市起航，赴亚丁湾海域执行护航任务，任务期为2021年6月7日至2021年10月17日，至2021年11月15日抵达母港，编队总航程9万余海里。
2021年9月26日，解放军海军118号“乌鲁木齐”舰与538号“煙台”舰、889号“太湖”舰编为第三十九批护航舰队，从山东省青岛市起航，赴亚丁湾海域执行护航任务，任务期为2021年10月17日至2022年2月4日，至2022年3月9日抵达母港，编队总航程9万余海里。
2022年1月15日，解放军海军161号“呼和浩特”舰与575号“岳阳”舰、907号“骆马湖”舰编为第四十批护航舰队，从广东省湛江市起航，赴亚丁湾海域执行护航任务，任务期为2022年2月4日至2022年6月8日，至2022年7月5日抵达母港，编队总航程近9万海里。
2022年5月18日，解放军海军132号“苏州”舰与533号“南通”舰、890号“巢湖”舰编为第四十一批护航舰队，从浙江省舟山市起航，赴亚丁湾海域执行护航任务，任务期为2022年6月8日至2022年10月15日，至2022年11月15日抵达母港，编队总航程近9万海里。
2022年9月21日，解放军海军123号“淮南”舰与598号“日照”舰、903号“可可西里湖”舰编为第四十二批护航舰队，从山东省青岛市起航，赴亚丁湾海域执行护航任务，任务期为2022年10月15日至2023年2月5日，至2023年3月30日抵达母港，编队总航程10万余海里。
2023年1月10日，解放军海军162号“南宁”舰与574号“三亚”舰、887号“微山湖”舰编为第四十三批护航舰队，从广东省湛江市起航，赴亚丁湾海域执行护航任务，任务期为2023年2月5日至2023年6月2日，遂继续出访西方国家，至2024年8月29日抵达母港，编队总航程近12万海里。
2023年4月28日，解放军海军156号“淄博”舰与532号“荊州”舰、886号“千岛湖”舰编为第四十四批护航舰队，从浙江省舟山市起航，赴亚丁湾海域执行护航任务，任务期为2023年6月2日至2023年10月2日，至2023年12月18日抵达母港，编队总航程10万余海里。
2023年9月12日，解放军海军118号“乌鲁木齐”舰与547号“临沂”舰、902号“东平湖”舰编为第四十五批护航舰队，从山东省青岛市起航，赴亚丁湾海域执行护航任务，任务期为2023年10月2日至2024年3月4日，至2024年5月17日抵达母港，编队总航程5万余海里。
2024年2月21日，解放军海军163号“焦作”舰与536号“许昌”舰、906号“洪湖”舰编为第四十六批护航舰队，从广东省湛江市起航，赴亚丁湾海域执行护航任务，任务期由2024年3月4日起，至2025年1月24日抵达母港，编队总航程16万余海里。
2024年12月15日，解放军海军133号“包头”舰与523号“红河”舰、904号“高邮湖”舰编为第四十七批护航舰队，从浙江省舟山市起航，赴亚丁湾海域执行护航任务。

## 脚注
1. ↑  055型驅逐艦在推進系統、雷達系統、武器系統都和本型號直接淵源，但因為055型舰在定位上似非052D的直接继承者而是与052D型形成“高低搭配”关系，且中國官方並沒有明確指出該型號為052D的繼承者，所以暫不明確